# 코모리 마나미
코모리 마나미(小森 まなみ, 1959년 10월 16일 ~ ), 또는 고모리 마나미는 일본의 라디오 프로그램 사회자, 가수, 성우, 수필가, 일러스트레이터이다. 일본 아동문예가 협회의 회원이며, 특정 비영리 활동 법인으로부터 의료용 메이크업 부분으로 인정받았다. 의료용 가발 봉사 단체인 앤젤릭의 대표이다. 프로 피트에 성우로 소속되어 있다. 니혼 대학 예술 학부 방송학과를 졸업했다.

## 개요
도쿄 시부야구에서 태어났다. 아버지는 내과 학자로, 위암 치료의 권위자인 오구로 야나오이다. 증조 할아버지는 유학자, 할아버지는 의사이다. 국립 암 센터 태국 지부 설립으로 인해 방콕 일본인 학교에서 유년기를 보냈다. 말로 사람들의 마음을 푸는 '마음의 의사'이 목표라고 밝혔다. 또한 사거한 아버지의 뜻을 이어, 2006년부터 항암제 부작용 피해자들을 위해 의료용 가발 회사 '앤젤릭'을 설립하고 대표로 취임했다.
노래를 틀고 중간중간에 대화를 나누는 '디스크 자키' 방식에서 벗어나, 대화에 중점을 둔 '토크 쟈키'라는 개념을 만들고 실천했다. 라디오 프로그램에서는 '마음과 마음의 캐치볼'(心と心のキャッチボール 코코로토 코코로노 캬치보루[*])을 중시해, 많은 연령층으로부터 '마미 누나'라고 불리기도 한다. 라디오 정보 잡지의 DC 인기 투표에서 11개월 연속으로 1위를 하기도 했다. 25년 동안 《Mami의 RADI컬 커뮤니케이션》를 진행하고, 17년 동안 《코모리 마나미의 Pop'n! 파자마》를 진행했다.
요미우리 신문의 영자 신문인 《더 데일리 요미우리》에서는 "재패니즈 룩킹 글래스『Angel of the Airwaves』 ~일본을 비추는 거울·전파의 천사 코모리 마나미~"를 2주에 걸쳐 특집으로 다뤘다.

## 출연 작품

### TV 애니메이션
2007년
- 지구로(나키네즈미)

### OVA
1988년
- 도쿄 바이스(토우마 쿠미코)